# Boks na Igrzyskach Panamerykańskich 1951
Turniej bokserski I Igrzysk Panamerykańskich odbył się w dniach 25 lutego – 8 marca 1951 w Buenos Aires (Argentyna). Rozegrany został w ośmiu kategoriach wagowych.

## Medaliści
| Kategoria               | Złoty                        | Srebrny                    | Brązowy                           |
| waga musza (51 kg)      | Alberto Barenghi · Argentyna | Germán Pardo · Chile       | Raul Macias · Meksyk              |
| waga kogucia (54 kg)    | Ricardo Gonzales · Argentyna | Ali Martucci · Wenezuela   | Juan Gutierrez · Chile            |
| waga piórkowa (57 kg)   | Francisco Núñez · Argentyna  | Augusto Carcamo · Chile    | Juan Alvarado · Meksyk            |
| waga lekka (60 kg)      | Oscar Galardo · Argentyna    | Fernando Araneda · Chile   | Willie Hunter · Stany Zjednoczone |
| waga półśrednia (67 kg) | Oscar Pietta · Argentyna     | Cristobal Hernández · Kuba | José Luis Davalos · Meksyk        |
| waga średnia (75 kg)    | Ubaldo Pereira · Argentyna   | Paulo Sacoman · Brazylia   | Manuel Vargas · Chile             |
| waga półciężka (81 kg)  | Rinaldo Ansaloni · Argentyna | Lucio Grattone · Brazylia  | John Stewart · Stany Zjednoczone  |
| waga ciężka (>81 kg)    | Jorge Vertone · Argentyna    | Víctor Bignon · Chile      | Norvel Lee · Stany Zjednoczone ·  |

## Klasyfikacja medalowa
| Poz.    | Państwo           |   |   |   | Razem |
| ------- | ----------------- | - | - | - | ----- |
| 1       | Argentyna         | 8 | 0 | 0 | 8     |
| 2       | Chile             | 0 | 4 | 2 | 6     |
| 3       | Brazylia          | 0 | 2 | 0 | 2     |
| 4       | Kuba              | 0 | 1 | 0 | 1     |
| 4       | Wenezuela         | 0 | 1 | 0 | 1     |
| 6       | Meksyk            | 0 | 0 | 3 | 3     |
| 6       | Stany Zjednoczone | 0 | 0 | 3 | 3     |
| Łącznie | Łącznie           | 8 | 8 | 8 | 24    |